# Goodwood (South Australia)
Goodwood ist ein Stadtteil von Adelaide im australischen Bundesstaat South Australia.
Goodwood liegt etwa 4 km südöstlich von Adelaides Stadtmitte, gehört administrativ zur City of Unley und grenzt an die Royal Adelaide Showgrounds. Es verfügt über ein Einkaufsviertel und eine Reihe von Kirchen. An Veranstaltungsorten in Goodwood ist vor allem das Capri Theatre bekannt.
Goodwood hat eine Eisenbahnanbindung an der Noarlunga-Centre- und der Belair-Linie.